# Baarle-Nassau
Baarle-Nassau (brab. Baol) – miejscowość i gmina w Holandii, w Brabancji Północnej, położona przy granicy holendersko-belgijskiej. Wraz z belgijską miejscowością Baarle-Hertog stanowi jeden organizm miejski, tzw. Baarle.

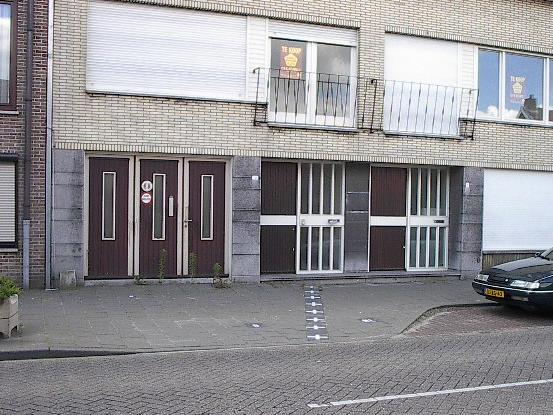
Dom na granicy

Granica państwowa na terenie obu gmin stanowi skomplikowany układ enklaw i eksklaw – Baarle-Hertog obejmuje 22 eksklawy na terytorium Holandii, Baarle-Nassau zaś 7 eksklaw w eksklawach belgijskich oraz jedną eksklawę we właściwym terytorium Belgii. Granica na terenie obu miejscowości ma się nijak do układu ulic – w wielu miejscach granica biegnie środkiem lub skrajem ulicy, przecina je w dowolnym miejscu. Również zabudowania nie są zdeterminowane przebiegiem granicy belgijsko-holenderskiej – wiele budowli, zarówno domów prywatnych, jak i sklepów, kawiarni, warsztatów, postawionych jest na samej granicy. O przynależności państwowej budynku decyduje to, po której stronie granicy znajdują się główne drzwi wejściowe, co jest zaznaczone na tabliczce z numerem domu, która jest albo w barwach holenderskich, albo ma małą flagę belgijską. W miejscowości znajduje się także dom, którego drzwi wejściowe leżą dokładnie pośrodku granicy. Władze wielokrotnie próbowały przekonać właściciela do przesunięcia drzwi, jednakże ten się nie zgodził i obecnie budynek ma podwójną numerację – po jednej stronie drzwi widnieje belgijski numer 2, a po drugiej holenderski 19.
Złożoność granicy wynika z licznych średniowiecznych traktatów, umów, zamian gruntów i sprzedaży między panami Bredy a książętami Brabancji. Podziały te zostały ratyfikowane w traktacie z Maastricht w 1843 roku jako granica państwowa. Lokalni mieszkańcy opierają się wszelkim próbom wymiany terenów między Holandią a Belgią i wyprostowania granic, gdyż korzystają z napływu turystów.
Poza główną miejscowością Baarle-Nassau, w gminie położone są także miejscowości: Baarle-Nassau Grens, Boshoven, Castelré, Driehuizen, Eikelenbosch, Gorpeind, Groot-Bedaf, Heesboom, Heikant, Het Goordonk, Hoogeind, Huisvennen, Keizershoek, Klein-Bedaf, Liefkenshoek, Loveren, Maaijkant, Nieuwe Strumpt, Nijhoven, Oude Strumpt, Reth, Reuth, Schaluinen, Tommel, Ulicoten, Veldbraak, Voske.
Pod względem statystycznym obszar gminy podzielony jest na 3 okręgi (hol. wijk) i 7 obszarów (hol. buurten):
- Wijk 00 Baarle-Nassau
  - 0000 Baarle-Nassau (w 2010 roku zamieszkany był przez 2565 osób)
  - 0001 Bungalowpark (w 2010 roku zamieszkany był przez 70 osób)
  - 0002 Hoogbraak (w 2010 roku zamieszkany był przez 930 osób)
  - 0009 Verspreide huizen Baarle-Nassau (w 2010 roku zamieszkany był przez 1900 osób)
- Wijk 01 Ulicoten
  - 0100 Ulicoten (w 2010 roku zamieszkany był przez 500 osób)
  - 0109 Verspreide huizen Ulicoten (w 2010 roku zamieszkany był przez 585 osób)
- Wijk 02
  - 0209 Verspreide huizen Castelre (w 2010 roku zamieszkany był przez 150 osób)